# Южен Хамгьон
Южен Хамгьон (чосонгъл: 함경 남도, правопис по системата на Маккюн-Райшауер Hamgyŏng-namdo) е провинция в Северна Корея. Тя е създадена чрез разделянето на голямата провинция Хамгьон от времето на династията Чосон, през 1896. Столица на провинцията е град Хамхун.

## Характеристики
На север граничи с Рянган, на североизток със Северен Хамгьон, на юг с Канвон, на запад с Южен Пхьонан и на изток с Японско море. Площта на Южен Хамгьон е 18 124 км². Към 1 януари 2005 населението ѝ възлиза на 3 142 515 души, с гъстота от 173 души / км². Широко застъпена е тежката индустрия.

## Административно деление
Южен Хамгьон се дели на 4 града, 2 окръга и 15 общини.

### Градове
- Хамхун
- Хуннам
- Синпхо
- Танчхън

### Окръзи
- Сутон
- Кумхо

### Общини
- Чанчин
- Чонпхьон
- Хамчу
- Хочхън
- Хонвон
- Ривон
- Ковон
- Кумя
- Раквон
- Пучон
- Пукчхън
- Синхун
- Токсон
- Йонкван
- Йоток